# 豊房村
豊房村（とよふさむら）とは、千葉県安房郡にかつて存在した村である。現在の館山市の南東部に位置している。
瑞祥地名の一種であるため、現在の地名としては存在せず、現在も名をとどめているのは館山市立豊房小学校などわずかである。

## 沿革
- 1889年（明治22年）4月1日 - 町村制の施行により西長田村、東長田村、南条村、大戸村、作名村、岡田村、出野尾村、古茂口村、飯沼村、山荻村、神余村、畑村が合併して発足。
- 1954年（昭和29年）5月3日 - 西岬村、富崎村、神戸村、九重村、館野村とともに館山市に編入。同日豊房村廃止。